# 1. HMNL 2023./24.
Prva hrvatska malonogometna liga za sezonu 2023./24. 
 
Promjenomk sustava natjecanja dotadašnja 1. HMNL je postala HMNL (Hrvatska malonogometna liga), a osnovana je nova 1. HMNL kao liga drugog stupnja hrvatskog malonogometnog (futsal) prvenstva, dok je  2. HMNL postala ligom trećeg stupnja. 
 
U ligi je sudjelovalo 10 klubova, a prvak je postala "Rijeka" 

## Sudionici
- Aurelia – Vinkovci
- Brod 035 – Slavonski Brod
- Gorica – Velika Gorica
- Jezera – Jezera, Tisno
- Nova Gradiška – Nova Gradiška
- Novi Marof – Novi Marof
- Rijeka – Rijeka
- Split – Split
- Šibenik 1983 - Šibenik
- Universitas – Split

## Ljestvica
| mj. | klub                      | ut | pob | ner | por | gol+ | gol- | bod |                          |
| --- | ------------------------- | -- | --- | --- | --- | ---- | ---- | --- | ------------------------ |
| 1.  | Rijeka                    | 17 | 14  | 2   | 1   | 85   | 34   | 44  | HMNL                     |
| 2.  | Aurelia Vinkovci          | 17 | 11  | 3   | 3   | 83   | 58   | 36  | kvalifikacije za HMNL    |
| 3.  | Nova Gradiška             | 17 | 9   | 3   | 5   | 68   | 48   | 30  | kvalifikacije za HMNL    |
| 4.  | Universitas Split         | 17 | 9   | 1   | 7   | 64   | 71   | 28  | kvalifikacije za HMNL    |
| 5.  | Šibenik 1983              | 17 | 8   | 2   | 7   | 72   | 53   | 26  |                          |
| 6.  | Jezera                    | 17 | 8   | 1   | 8   | 74   | 66   | 25  |                          |
| 7.  | Split                     | 17 | 6   | 2   | 9   | 56   | 79   | 20  |                          |
| 8.  | Novi Marof                | 17 | 4   | 1   | 12  | 49   | 82   | 13  |                          |
| 9.  | Brod 035 (Slavonski Brod) | 17 | 2   | 2   | 13  | 44   | 84   | 10  | kvalifikacije za 1. HMNL |
| 10. | Gorica (Velika Gorica)    | 9  | 1   | 1   | 7   | 20   | 40   | 4   | odustali tijekom sezone  |

## Rezultatska križaljka
| kratica | klub                      | AUR | BROD     | JEZ | NOVG | NOVM | RIJ | SPL | ŠIB | UNI  | GOR |
| --- | ------------------------- | --- | -------- | --- | ---- | ---- | --- | --- | --- | ---- | --- |
| AUR | Aurelia Vinkovci          |     | 6:3      | 5:3 | 4:2  | 6:5  | 3:8 | 9:1 | 3:3 | 10:1 |     |
| BROD | Brod 035 (Slavonski Brod) | 1:1 |          | 2:4 | 2:2  | 2:3  | 2:6 | 4:3 | 2:7 | 2:4  | 8:3 |
| JEZ | Jezera                    | 3:6 | 7:5      |     | 1:3  | 8:1  | 2:6 | 9:1 | 4:6 | 7:6  |     |
| NOVG | Nova Gradiška             | 1:2 | 9:3      | 3:3 |      | 7:3  | 6:6 | 7:2 | 6:4 | 7:1  | 5:1 |
| NOVM | Novi Marof                | 3:3 | 5:2      | 4:3 | 4:5  |      | 2:3 | 3:5 | 4:3 | 5:6  | 2:4 |
| RIJ | Rijeka                    | 4:3 | 3:0 p.f. | 7:1 | 2:0  | 6:0  |     | 8:1 | 5:3 | 7:1  | 5:0 |
| SPL | Split                     | 5:8 | 7:2      | 2:9 | 4:2  | 11:2 | 3:0 |     | 5:3 | 1:1  |     |
| ŠIB | Šibenik 1983              | 8:2 | 7:1      | 1:2 | 1:3  | 4:0  | 5:5 | 6:1 |     | 3:1  |     |
| UNI | Universitas Split         | 5:6 | 7:3      | 4:3 | 5:0  | 4:3  | 2:4 | 5:3 | 7:4 |      |     |
| GOR | Gorica (Velika Gorica)    | 2:6 |          | 4:5 |      |      |     | 1:1 | 2:4 | 3:4  |     |
| |                           |     |          |     |      |      |     |     |     |      |     |
| podebljan rezultat - igrano u prvom dijelu lige (1. – 9. kolo) rezultat normalne debljine - igrano u drugom dijelu lige (10. – 18. kolo) rezultat nakošen - nije vidljiv redoslijed odigravanja međusobnih utakmica iz dostupnih izvora rezultat smanjen * - iz dostupnih izvora nije uočljiv domaćin susreta prekrižen rezultat - poništena ili brisana utakmica p - utakmica prekinuta 3:0 p.f. / 0:3 p.f. - rezultat 3:0 bez borbe n.i. - nije igrano |                           |     |          |     |      |      |     |     |     |      |     |

 Izvori: 

## Vanjske poveznice
- hns-cff.hr, Hrvatski nogometni savez
- crofutsal.com
- crofutsal.com, 1. HMNL